# أوسكار أوليفيرا
أوسكار أوليفيرا (بالإسبانية: Oscar Olivera)‏ هو نقابي بوليفي، ولد في 10 يناير 1955 في بوليفيا.